# La Folliaz
La Folliaz var en tidigare kommun i distriktet Glâne i kantonen Fribourg, Schweiz. Kommunen skapades den 1 januari 2005 genom sammanslagningen av kommunerna Lussy och Villarimboud. La Folliaz slogs den 1 januari 2020 samman med kommunen Villaz-Saint-Pierre till den nya kommunen Villaz.
De båda kommundelarna låg åtskilda från varandra, med kommunen Villaz-Saint-Pierre emellan.